# Соболев, Андрей Викторович
Андрей Викторович Соболев ; 3 сентября 1958, Троицк, Челябинской области) — русский художник, поэт, один из основателей арт-группы "ОБЩЕСТВО ТАРТУ".

## Биография
Андрей Викторович Соболев родился в 1958 году в городе Троицк Челябинской области. В 1988 году закончил факультет международной журналистики МГИМО. С 1990 по 1993 год - главный редактор и издатель альманаха "КОНЕЦ ХХ ВЕКА" - первого российского издания, посвященного современному искусству. С 1991 года в составе «Инспекция „Медицинская герменевтика“». С 1993 года - в составе художественной группы «Облачная комиссия». В 1996 году вместе с Сергеем Ануфриевым и Евгением Шелиповским (Кемеровским) основали "ОБЩЕСТВО ТАРТУ".
Живет и работает в г. Боровске Калужской области.

## Выставки

### Персональные
- 1994 — "ТРИ ПРИВЕТА ИЗ СИАМА" (совместно с Аркадием Насоновым)  – Москва, Галерея "Obscuri Viri".
- 2010 — "ГЕОПАТЕТИКА. Тамос. Место действия времени." Москва, Галерея "Черемушки" Кирилла Преображенского.
- 2011 — "Изнанки демисезонной резидентуры в отставке." Москва, Галерея одного зрителя.
- 2025 — "Чай из чернильницы" - ретроспективная выставка. Москва, Галерея САД ПЕРЕДЕЛКИНО

### Групповые
- 1989 — "ЛОГИКА ПАРАДОКСА" – Москва, Московский Дворец Молодежи.
- 1989 — "ТУДА-СЮДА" – Москва, КЛАВА (Клуб Авангардистов).
- 1990 — "19-я МОЛОДЕЖНАЯ ВЫСТАВКА" – Москва, Выставочный зал на Кузнецком мосту.
- 1990 — "РУССКОЕ ИЗОБРАЗИТЕЛЬНОЕ ИСКУССТВО"– Москва, Музей города Москвы.
- 1990 — "ЗА КУЛЬТУРНЫЙ ОТДЫХ" – Москва, Галерея "Каширка" (выставочный зал "Садовники" на Каширской).
- 1990 — "ШИЗОКИТАЙ" – Москва, КЛАВА (Клуб Авангардистов).
- 1991 — "МАМКА-КОСМОС" – Москва, Выставочный зал на Профсоюзной 100.
- 1992 — "ИСКУССТВО ИЗ ПЕРВЫХ РУК" – Москва, Галерея "Риджина".
- 1993 — "ВЫСТАВКА МАЛЕНЬКИХ ЛИСТОЧКОВ (вместе с Д. Приговым и Л. Рубинштейном) – Москва, "Лаборатория" Центра Современного Искусства на Якиманке.
- 1993 — "МОНУМЕНТЫ – ТРАНСФОРМАЦИЯ БУДУЩЕГО" – Москва, Центральный Дом Художника.
- 1994 — "ПОБЕДА – ПОРАЖЕНИЕ" – Москва, Галерея "Obscuri Viri".
- 1994 — "СВОБОДНАЯ ЗОНА" – Одесса, Ассоциация Новое Искусство.
- 1995 — "ОКНО МОСКОВСКОЙ НОВОСТРОЙКИ С ВИДОМ НА ПАРИЖ" – Москва, Галерея "Obscuri Viri" и "L-Галерея".
- 1996 — "ГРАНИЦЫ ИНТЕРПРЕТАЦИИ" – Москва, Российский Государственный Гуманитарный Университет.
- 1998 — "КОПИИ ЦАРЯ СОЛОМОНА" – Москва, Студия фотографа Сергея Борисова (в рамках Фотобиеннале '98).
- 1999 — "ПГ" – Москва, Клуб "ОГИ".
- 1999 — "ПГ-FREUNDSCHAFT" – Москва, Галерея "Spider & Mouse".
- 1999-2000 — "ЗВЕЗДА МГ" Психоделическая линия в российском искусстве 1990‑х годов – Музей Современного Искусства в Царицыно, Москва, Красноярск, Новосибирск.
- 2000 — "Le pôle du froid. Inspection Herméneutique médicale et l'art russe des années 90" - Ecole nationale superieure des beaux‑arts, Париж.
- 2001 — «Инспекция „Медицинская герменевтика“» и её круг" – Москва, Центральный дом художника.
- 2002 — "ЭСТОНИЯ" – Москва, Галерея Марата Гельмана.
- 2005 — "СООБЩНИКИ" – Москва, Третьяковская Галерея (в рамках 1-й московской биеннале).
- 2005 — "ОБЩЕСТВО РОССИЯ" – Москва, мастерская художников Ивана Дмитриева и Людмилы Блок (в рамках 1-й московской биеннале).
- 2021 — "Уют и разум. Фрагменты художественной жизни Москвы 90-х." – Москва, Музей Москвы.
- 2022 — "Самое время снова запустить быструю коричневую лису… не так ли?" (Специальный проект Евгения Семенова "Ледниковый период.") – Москва, Всероссийский музей декоративного искусства.
- 2023 — "Между за и против" – Фетхие, Турция, Shirkagallery.
- 2024 — "Розы от березы, апельсины от осины" – Москва, Галерея на Каширке.
- 2025 — "Архив П" – Москва, Галерея Пересветов переулок.
- 2025 — "Ближе к воде" – Москва, ARBUZZ gallery.